# FNS歌謡祭 秋
『FNS歌謡祭 秋』（エフエヌエスかようさい あき、英:FNS MUSIC FES. IN AUTUMN）は、『FNS歌謡祭』・『FNS歌謡祭 夏』（旧：『FNSうたの夏まつり』）・『FNS歌謡祭 春』（旧：『FNSうたの春まつり』）に続く、フジテレビ系列（FNS）で2021年から放送されている日本の秋の大型音楽番組である。『FNS歌謡祭』の派生番組である。“秋の『FNS歌謡祭』”という称呼もされる。また、通称『秋のFNS』或いは『秋の歌謡祭』である。

## 沿革・概要
1974年から毎年冬に『FNS歌謡祭』、2012年から毎年夏に『FNS歌謡祭 夏』（旧：『FNSうたの夏まつり』）、2016年から2017年及び2022年から毎年春に『FNS歌謡祭 春』（旧：『FNSうたの春まつり』）と、フジテレビ系列でこれまで3番組のFNS特別音楽番組を放送されてきたが、2021年から秋にも放送される。これに伴い、『FNS歌謡祭』シリーズの特別番組が全ての季節で放送が網羅されたことになる。
2021年は、『FNS歌謡祭』や『FNSうたの夏まつり』（現在の『FNS歌謡祭 夏』も含める）をはじめ、『MUSIC FAIR』『夜のヒットスタジオ』『HEY!HEY!HEY! MUSIC CHAMP』『LOVE LOVE あいしてる』『堂本兄弟』『僕らの音楽』などのフジテレビで過去に放送されてきた歴代の音楽番組から100曲以上を大放出して、「フジテレビ秘蔵! 最強コラボ」「超貴重! 女優のうた」「豪華! ディズニーソング特集」「絶対聴いて欲しい! アニソン特集」「10代・20代が好きな昭和の名曲」「サブスクから生まれた最新ヒット曲」などさまざまなジャンルに分けてVTR映像で振り返った。また、出演アーティスト同士で当時のパフォーマンスの裏側などをトークで語り合ったり、スタジオライブも行われた。
『FNS歌謡祭』シリーズの本編では秋に放送されるのは史上初だが、特別編では2013年11月2日放送の『FNS名曲の祭典 秘蔵映像で振り返る55年 -NO MUSIC, NO TV.-』が放送されている。
2023年時点で放送は2021年の1回のみで、2022年・2023年は放送されていない。

## 放送データ

### 2021年
- 放送日時
  - 2021年10月6日（水曜日）19:00 - 22:48
- タイトル
  - 2021 FNS歌謡祭 秋〜もう一度観たい名曲・名演〜
- 司会
  - 相葉雅紀[注 1]
  - 永島優美
- 会場
  - フジテレビ本社「FCGビル」
- 平均視聴率
  - 10.2%[1]

## 2021年
10月6日 19:00 - 22:48（JST）に『2021 FNS歌謡祭 秋〜もう一度観たい名曲・名演〜』と題して放送。『FNS歌謡祭』『FNS歌謡祭 夏』（旧：『FNSうたの夏まつり』）と同じく水曜日に放送されて、『FNSうたの春まつり』と同じようなトーク番組の構成に近く、出演アーティストの大半は楽曲を披露しない構成である。

## ネット局
| 放送対象地域   | 放送局             | 系列                                         | 備考   |
| -------------- | ------------------ | -------------------------------------------- | ------ |
| 関東広域圏     | フジテレビ         | フジテレビ系列                               | 制作局 |
| 北海道         | 北海道文化放送     | フジテレビ系列                               |        |
| 岩手県         | 岩手めんこいテレビ | フジテレビ系列                               |        |
| 宮城県         | 仙台放送           | フジテレビ系列                               |        |
| 秋田県         | 秋田テレビ         | フジテレビ系列                               |        |
| 山形県         | さくらんぼテレビ   | フジテレビ系列                               |        |
| 福島県         | 福島テレビ         | フジテレビ系列                               |        |
| 新潟県         | NST新潟総合テレビ  | フジテレビ系列                               |        |
| 長野県         | 長野放送           | フジテレビ系列                               |        |
| 静岡県         | テレビ静岡         | フジテレビ系列                               |        |
| 富山県         | 富山テレビ         | フジテレビ系列                               |        |
| 石川県         | 石川テレビ         | フジテレビ系列                               |        |
| 福井県         | 福井テレビ         | フジテレビ系列                               |        |
| 中京広域圏     | 東海テレビ         | フジテレビ系列                               |        |
| 近畿広域圏     | 関西テレビ         | フジテレビ系列                               |        |
| 島根県・鳥取県 | 山陰中央テレビ     | フジテレビ系列                               |        |
| 岡山県・香川県 | 岡山放送           | フジテレビ系列                               |        |
| 広島県         | テレビ新広島       | フジテレビ系列                               |        |
| 愛媛県         | テレビ愛媛         | フジテレビ系列                               |        |
| 高知県         | 高知さんさんテレビ | フジテレビ系列                               |        |
| 福岡県         | テレビ西日本       | フジテレビ系列                               |        |
| 佐賀県         | サガテレビ         | フジテレビ系列                               |        |
| 長崎県         | テレビ長崎         | フジテレビ系列                               |        |
| 熊本県         | テレビ熊本         | フジテレビ系列                               |        |
| 鹿児島県       | 鹿児島テレビ       | フジテレビ系列                               |        |
| 沖縄県         | 沖縄テレビ         | フジテレビ系列                               |        |
| 大分県         | テレビ大分         | 日本テレビ系列 フジテレビ系列                |        |
| 宮崎県         | テレビ宮崎         | 日本テレビ系列 フジテレビ系列 テレビ朝日系列 |        |

## スタッフ
- 構成：山内浩嗣
- 技術協力：fmt、共同テレビジョン、サンフォニックス、放映サービス、田中電設、ワンツー・ワンツー、明光セレクト、4-Legs、東京TUBE
- 美術協力：フジアール、チトセアート、ナカムラ綜美、エスケイシステム、テルミック、東京特殊効果、京花園、野沢園、山田かつら
- 協力：ハーフトーンミュージック、デジタルスペック、E&W
- 編成：長嶋大介
- 広報：北村桃子
- ホームページ：城増美、渋沢恵
- TK：平野美紀子
- デスク：冨張明子
- エグゼクティブ・プロデューサー：石田弘
- 制作：太田一平
- FD：後藤悠樹
- ディレクター：黒岩栄治、吉田誠、川上惇
- プロデューサー：中村峰子、土田芳美、宇賀神裕子、後藤夏美、加藤万貴、早川和希・黒木彰一、島田和正
- チーフプロデューサー：三浦淳
- 総合演出：浜崎綾
- 制作：フジテレビ編成制作局制作センター第二制作室
- 制作著作：フジテレビ